# Penepodium luteipenne
Penepodium luteipenne là một loài côn trùng cánh màng trong họ Sphecidae, thuộc chi Penepodium. Loài này được Fabricius miêu tả khoa học đầu tiên năm 1804.